# Останкино (телекомпания)
ООО «Телекомпания „Останкино“» — одна из крупнейших производящих телекомпаний России. «Первый канал» (до 2002 года — ОРТ) выступает основным покупателем программ; кроме того, телепродукция компании регулярно демонстрируется на ряде других федеральных каналов.

## Учредители
Учредители компании — А. В. Пиманов, журналист, бывший член Совета Федерации РФ и С. К. Медведев, журналист, член Союза кинематографистов РФ, бывший пресс-секретарь президента России.

## Деятельность
Рождение телекомпании РТС следует связывать с 1997 годом. Компания возникла на базе телекомпании Алексея Пиманова «Регион», которая после ликвидации РГТРК «Останкино» выпускала в эфир телепередачу «Человек и закон», посредством присоединения к ней творческих бригад программ «Здоровье» и «Армейский магазин». Пиманов утверждал, что «РТС» — это аббревиатура, однако её расшифровку никто из сотрудников, включая самого Пиманова, не знал — при регистрации телекомпании её название было придумано очень быстро, почти сразу после ликвидации РГТРК «Останкино».
В 2001 году телекомпания изменила название на «Останкино». Её создатели посчитали, что новое название звучит более значимо, чем аббревиатура из трёх букв, и что сама телекомпания имеет на него полное право. В 2001—2002 годах название «РТС» было постепенно заменено на «Останкино» во всех передачах производства телекомпании.
Основным покупателем продукции является «Первый канал», для которого в настоящее время телекомпания производит такие программы, как «Здоровье», «Человек и закон» (перезапущены при непосредственном участии телекомпании и Алексея Пиманова) и «Часовой».
В разное время телекомпания производила передачи и фильмы для других каналов, в том числе для телеканалов РТР и НТВ, однако дальше 1-2 проектов сотрудничества не доходили. Так, в 2001 году Алексей Пиманов высказался о ТВЦ, для которого в 1999—2000 годах «РТС» производила передачу «Мир женщины», следующим образом: «Я впервые столкнулся с такой непорядочной командой».

## Программы, выпускаемые или выпускавшиеся телекомпанией «Останкино» (ранее РТС)

### Программы собственного производства
| Название программы                           | Дата выпуска                   | Ведущий                                                                                               | Канал                                                                         | Жанр                                                                |
| -------------------------------------------- | ------------------------------ | --- | ----------------------------------------------------------------------------- | ------------------------------------------------------------------- |
| Документальный детектив, Детективные истории | 8 июля 1997—14 сентября 2009   | Павел Веденяпин, Юрий Краузе, закадровые голоса Всеволод Абдулов, Алексей Борзунов и Сергей Полянский | ОРТ/Первый канал (1997—2005) ТВ Центр (2006—2009)                             | документальная программа                                            |
| Армейский магазин                            | 31 августа 1997—19 июня 2016   | Александр Ильин, Дана Борисова, Олег Акулич и Татьяна Герасимова                                      | ОРТ/Первый канал                                                              | развлекательная программа об армии                                  |
| Человек и закон                              | 1 октября 1997—наше время      | Алексей Пиманов                                                                                       | ОРТ/Первый канал                                                              | общественно-политическая и правовая программа, криминальная хроника |
| Здоровье                                     | 3 октября 1997—наше время      | Елена Малышева                                                                                        | ОРТ/Первый канал                                                              | научно-популярная программа                                         |
| Служба спасения                              | 13 октября—26 декабря 1998     | Сергей Алексеев                                                                                       | ОРТ                                                                           | цикл программ о работе спасателей                                   |
| Слушается дело                               | 11 февраля—5 ноября 1999       | Валерий Белякович                                                                                     | РТР                                                                           | судебное ток-шоу                                                    |
| Спасатели. Экстренный вызов                  | 2 апреля 1999—27 декабря 2004  | Сергей Алексеев (до 2002)                                                                             | ОРТ/Первый канал                                                              | цикл программ о работе спасателей                                   |
| Процесс                                      | 30 сентября 1999—28 июня 2001  | Александр Гордон, Владимир Соловьёв                                                                   | ОРТ                                                                           | ток-шоу                                                             |
| Вкусные истории                              | 1 октября 1999—2007            | | ОРТ (1999—2001) НТВ (2001—2004) Первый канал (2005—2006) Домашний (2006—2007) | кулинарная анимационная программа                                   |
| Мир женщины                                  | 8 ноября 1999—23 июля 2000     | Валентина Пиманова                                                                                    | ТВЦ                                                                           | тележурнал                                                          |
| Кремль-9                                     | 6 октября 2000—наше время      | Сергей Медведев (2000), Алексей Пиманов (с 2001)                                                      | ОРТ/Первый канал (2000—2021) Звезда (с 2019)                                  | документальный цикл                                                 |
| Лубянка                                      | 25 сентября 2001—9 июля 2007   | Сергей Медведев                                                                                       | ОРТ/Первый канал                                                              | документальный цикл                                                 |
| Кумиры                                       | 29 ноября 2001—12 мая 2013     | Валентина Пиманова                                                                                    | ОРТ/Первый канал                                                              | документальная программа                                            |
| Ударная сила                                 | 6 июля 2002—25 апреля 2010     | Александр Ильин                                                                                       | ОРТ/Первый канал                                                              | документально-публицистическая программа                            |
| Тайны века                                   | 29 октября 2002—17 апреля 2019 | Игорь Китаев (закад.голос), реж Олег Рясков, Сергей Медведев                                          | Первый канал                                                                  | документальный цикл                                                 |
| Спецназ                                      | 30 декабря 2002—17 мая 2005    | | Первый канал                                                                  | документальный цикл                                                 |
| Спецрасследование                            | 17 марта 2004—21 февраля 2011  | Наталия Метлина (до 2009), Александр Анучкин, Андрей Калитин, Рустем Давыдов                          | Первый канал                                                                  | журналистское расследование                                         |
| Рождение легенды                             | 3 мая 2005—23 февраля 2007     | | Первый канал                                                                  | документальный цикл о кино                                          |
| Живая история                                | 12 мая 2008—12 марта 2010      | | Пятый канал                                                                   | документальный цикл                                                 |
| Московское дело                              | 29 июня—19 сентября 2010       | Валерий Николаев                                                                                      | Первый канал                                                                  | журналистское расследование                                         |
| Свидетели                                    | 4 марта—13 сентября 2011       | | Первый канал                                                                  | журналистское расследование                                         |
| Приговор                                     | 23 июля—20 августа 2011        | Валерий Николаев                                                                                      | Первый канал                                                                  | журналистское расследование                                         |
| Тайны разведки                               | 1—22 сентября 2012             | Константин Соловьёв                                                                                   | Звезда                                                                        | цикл документальных фильмов                                         |
| Часовой                                      | 4 сентября 2016—наше время     | Алексей Рафаенко                                                                                      | Первый канал                                                                  | программа об армии                                                  |
| Мифы о России                                | 3 сентября 2017—12 июня 2019   | Алексей Пиманов                                                                                       | Первый канал (2017) Звезда (2019)                                             | документальный цикл                                                 |
| Женщины разведки                             | 18—20 декабря 2023             | | ТВ Центр                                                                      | документальный цикл                                                 |

## Документальные фильмы
Все нижеперечисленные фильмы были сняты по заказу «Первого канала».
| Название программы                                              | Год выпуска | Ведущий / закадровый голос        | Жанр                                                       |
| --------------------------------------------------------------- | ----------- | --------------------------------- | ---------------------------------------------------------- |
| Развал. ЦРУ против СССР. Приказано уничтожить                   | 2004        | Алексей Борзунов                  | Фильм, предполагающий причастность ЦРУ к развалу СССР      |
| Ушёл из дома и не вернулся                                      | 2006        |                                   | О людях, покинувших дома                                   |
| Валентина Леонтьева. Жизнь после славы                          | 2006        |                                   | Биография                                                  |
| Всё иметь и бросить всё                                         | 2006        |                                   | О звёздах, завершивших карьеру на пике популярности        |
| Владимир Этуш. «Всё, что нажито непосильным трудом»             | 2007        | Владимир Герасимов                | Биография                                                  |
| 9 рота. Последний призыв                                        | 2007        | Михаил Тихонов                    | О кинофильме, рассказывающем про Афганскую войну           |
| Сергей Маковецкий. Раб сцены                                    | 2008        | Дмитрий Полонский                 | Биография                                                  |
| Железный Гармаш и его маленькие слабости                        | 2008        | Дмитрий Полонский                 | Биография                                                  |
| Женское счастье. Бархатный сезон                                | 2008        | Дмитрий Полонский                 | Об известных матерях после 25 лет                          |
| Не хочу жениться                                                | 2008        | Дмитрий Полонский                 | О российских холостяках                                    |
| Эмигранты. Путь домой                                           | 2009        | Дмитрий Полонский                 | Об эмигрантах                                              |
| Выжить вопреки                                                  | 2009        | Дмитрий Полонский                 | О людях, выживших после экстремальных ситуаций             |
| Олег Янковский. В главной роли                                  | 2009        | Дмитрий Полонский                 | Биография                                                  |
| Юрий Андропов. 15 месяцев надежды                               | 2009        | Сергей Медведев                   | Биография                                                  |
| Где мы — там победа                                             | 2009        |                                   | О воздушно-десантных войсках                               |
| Пьяный за рулём                                                 | 2009        |                                   | О пьяных водителях                                         |
| На всё ради любви                                               | 2009        |                                   | Необычные истории любви                                    |
| Андрей Громыко. Господин «Нет»                                  | 2009        | Сергей Медведев                   | Биография                                                  |
| Яков Костюковский. Бриллиантовая ручка короля комедии           | 2009        | Александр Груздев                 | Биография                                                  |
| Никита Михайловский. Я буду вам сниться                         | 2009        |                                   | Биография                                                  |
| Сергей Филиппов. Есть ли жизнь на Марсе                         | 2010        |                                   | Биография                                                  |
| Светлана Крючкова. Я научилась просто, мудро жить…              | 2010        | Дмитрий Полонский                 | Биография                                                  |
| Леонид Якубович. Без бабочки                                    | 2010        | Дарья Пиманова                    | Биография                                                  |
| Владимир Мигуля. Обратный отсчёт                                | 2010        |                                   | Биография                                                  |
| Борис Ельцин. Первый                                            | 2011        | Сергей Медведев                   | Биография                                                  |
| Олег Митяев. «Фантазии завтрашнего дня»                         | 2011        | Дмитрий Полонский                 | Биография                                                  |
| Ролан Быков. «Я вас, дураков, не брошу!»                        | 2011        |                                   | Биография                                                  |
| Михаил Булгаков. Мистическая сила Мастера                       | 2011        | Сергей Медведев                   | Биография                                                  |
| Богдан Ступка. Тот ещё перец                                    | 2011        |                                   | Биография                                                  |
| Иван Охлобыстин. Поп-звезда                                     | 2011        |                                   | Биография                                                  |
| Игорь Тальков. Поверженный в бою                                | 2011        |                                   | Биография                                                  |
| Шли бы Вы в баню                                                | 2012        | Владимир Антоник                  | Фильм о русской бане                                       |
| Людмила Нильская. Танго на битом стекле                         | 2012        |                                   | Биография                                                  |
| Звонят, закройте дверь                                          | 2012        |                                   | О маньяке по кличке «Мосгаз»                               |
| Леонид Харитонов. Падение звезды                                | 2013        | Валентина Пиманова                | Биография                                                  |
| Борислав Брондуков. Комик с печальными глазами                  | 2013        |                                   | Биография                                                  |
| Рождение легенды. «Покровские ворота»                           | 2013        |                                   | История создания кинофильма                                |
| Наталья Кустинская. Королева разбитых сердец                    | 2013        |                                   | Биография                                                  |
| Элина Быстрицкая. Звезда эпохи                                  | 2013        |                                   | Биография                                                  |
| Виктор Черномырдин. В харизме надо родиться                     | 2013        | Сергей Медведев, Геннадий Хазанов | Биография                                                  |
| Марина Влади. «Я несла свою беду…»                              | 2013        |                                   | Биография                                                  |
| Георгий Бурков. Ироничный Дон Кихот                             | 2013        |                                   | Биография                                                  |
| Виктор Авилов. С Воландом я в расчёте                           | 2013        |                                   | Биография                                                  |
| Дом, которого нет                                               | 2013        |                                   | Фильм о проблемных застройщиках                            |
| Наталья Гундарева. Запомните меня такой…                        | 2013        |                                   | Биография                                                  |
| Татьяна Доронина. «Не люблю кино»                               | 2013        |                                   | Биография                                                  |
| Ванга                                                           | 2013        |                                   | Биография                                                  |
| Лидия Федосеева-Шукшина. Моё женское счастье                    | 2013        |                                   | Биография                                                  |
| Инна Чурикова. Не принцесса! Королевна!                         | 2013        |                                   | Биография                                                  |
| Марк Захаров. Любить Дракона                                    | 2013        |                                   | Биография                                                  |
| Тамара Сёмина. Соблазны и поклонники                            | 2013        |                                   | Биография                                                  |
| Битвы за наследство                                             | 2013        | Никита Прозоровский               | Фильм о домах известных артистов, доставшихся в наследство |
| Татьяна Шмыга. Дитя веселья и мечты                             | 2013        | Анна Каменкова                    | Биография                                                  |
| Галина Волчек. Новый образ к юбилею                             | 2013        |                                   | Биография                                                  |
| Семён Фарада. «Уно моменто!»                                    | 2014        |                                   | Биография                                                  |
| Василий Лановой. «Честь имею!»                                  | 2014        |                                   | Биография                                                  |
| Голливудские грёзы Родиона Нахапетова                           | 2014        |                                   | Биография                                                  |
| Шутки шутками, а Жванецкому — 80!                               | 2014        | Игорь Китаев                      | Биография                                                  |
| Лайма Вайкуле. «Ещё не вечер…»                                  | 2014        | Дмитрий Полонский                 | Биография                                                  |
| Леонид Быков. «Будем жить!»                                     | 2014        | Владимир Герасимов                | Биография                                                  |
| Вячеслав Шалевич. Любовь немолодого человека                    | 2014        | Валентина Пиманова                | Биография                                                  |
| Стас Михайлов. Против правил                                    | 2014        |                                   | Биография                                                  |
| «Три плюс два». Версия курортного романа                        | 2014        | Дмитрий Полонский                 | История создания кинофильма                                |
| Василий Шукшин. Самородок                                       | 2014        |                                   | Биография                                                  |
| Луи де Фюнес. Человек-оркестр                                   | 2014        | Евгений Стычкин                   | Биография                                                  |
| Группа «Альфа». Люди специального назначения                    | 2014        |                                   | Фильм о работе спецподразделения                           |
| Эдуард Хиль. Обнимая небо…                                      | 2014        | Валентина Пиманова                | Биография                                                  |
| Олег Басилашвили. «Неужели это я?!»                             | 2014        |                                   | Биография                                                  |
| Александр Михайлов. Только главные роли                         | 2014        |                                   | Биография                                                  |
| Лермонтов. «Ещё минута, и я упал…»                              | 2014        |                                   | Расследование гибели поэта                                 |
| Михаил Козаков. «Разве я не гениален?!»                         | 2014        |                                   | Биография                                                  |
| Григорий Распутин. Жертвоприношение                             | 2014        |                                   | Биография                                                  |
| Галина Польских. По семейным обстоятельствам                    | 2014        |                                   | Биография                                                  |
| «Жестокий романс». «А напоследок я скажу…»                      | 2014        | Сергей Медведев                   | История создания кинофильма                                |
| Три жизни Эммануила Виторгана                                   | 2014        |                                   | Биография                                                  |
| Георгий Тараторкин. Нерешительный красавец                      | 2015        |                                   | Биография                                                  |
| Максим Дунаевский. Жизнь по завещанию                           | 2015        |                                   | Биография                                                  |
| «Москва слезам не верит». Рождение легенды                      | 2015        | Дмитрий Полонский                 | История создания кинофильма                                |
| Григорий Горин. Живите долго!                                   | 2015        | Сергей Медведев                   | Биография                                                  |
| Иннокентий Смоктуновский. За гранью разума                      | 2015        | Валентина Пиманова                | Биография                                                  |
| Эрнст Неизвестный. «Я доверяю своему безумию»                   | 2015        | Сергей Медведев                   | Биографический двухсерийный фильм, к юбилею скульптора     |
| Жанна Прохоренко. «Оставляю вам свою любовь…»                   | 2015        | Валентина Пиманова                | Биография                                                  |
| Олег Попов. «Я жив!»                                            | 2015        | Сергей Медведев                   | Биография                                                  |
| Олег Табаков. «Смотрю на мир влюблёнными глазами»               | 2015        |                                   | Биография                                                  |
| Останкино. Башня в огне                                         | 2015        | Владимир Герасимов                | К 15-летию со дня пожара на Останкинской телебашне         |
| Вера Васильева. Нечаянная радость                               | 2015        | Валентина Пиманова                | Биография                                                  |
| Владимир Молчанов. До и после…                                  | 2015        | Александр Груздев                 | Биография                                                  |
| Чулпан Хаматова. Звезда рассвета                                | 2015        |                                   | Биография                                                  |
| Нонна Мордюкова. Душа нараспашку                                | 2015        | Валентина Пиманова                | Биография                                                  |
| Ольга Аросева. Рецепт её счастья                                | 2015        |                                   | Биография                                                  |
| Вера Глаголева. «Меня обижать не советую»                       | 2016        |                                   | Биография                                                  |
| Борис Ельцин. Отступать нельзя                                  | 2016        | Сергей Медведев                   | Биография                                                  |
| «Белое солнце пустыни». От заката до восхода                    | 2016        | Сергей Медведев                   | История создания кинофильма                                |
| Валерий Ободзинский. «И ты простишь мне мой побег»              | 2016        |                                   | Биография                                                  |
| Михаил Горбачёв. Первый и последний                             | 2016        | Сергей Медведев                   | Биография                                                  |
| Леонид Дербенёв. «Этот мир придуман не нами…»                   | 2016        | Александр Груздев                 | Биография                                                  |
| Маргарита Назарова. Женщина в клетке                            | 2016        |                                   | Биография                                                  |
| Михаил Булгаков. Великий мистификатор                           | 2016        | Сергей Медведев                   | Биография                                                  |
| Михаил Державин. Во всём виноват Ширвиндт                       | 2016        | Сергей Вострецов                  | Биография                                                  |
| Любовь Казарновская. У моего ангела есть имя                    | 2016        | Валентина Пиманова                | Биография                                                  |
| Дмитрий Шостакович. Я оставляю сердце вам в залог               | 2016        | Валентина Пиманова                | Биография                                                  |
| Непутёвый ДК                                                    | 2016        | Сергей Медведев                   | Биография                                                  |
| Марис Лиепа. Невыносимая лёгкость бытия                         | 2016        | Анна Каменкова                    | Биография                                                  |
| Валентина Малявина. Роль без права переписки                    | 2016        | Владимир Герасимов                | Биография                                                  |
| Юрий Никулин. Великий смешной                                   | 2016        | Сергей Медведев                   | Биография                                                  |
| Леонид Филатов. Надеюсь, я вам не наскучил…                     | 2016        | Сергей Медведев                   | Биография                                                  |
| Марина Неёлова. Я умею летать                                   | 2017        | Любовь Германова                  | Биография                                                  |
| Ирина Аллегрова. Не могу себя жалеть                            | 2017        | Валентина Пиманова                | Биография                                                  |
| Валерий Ободзинский. Вот и свела судьба…                        | 2017        |                                   | Биография                                                  |
| К 75-летию Льва Лещенко. «Ты помнишь, плыли две звезды…»        | 2017        | Сергей Медведев                   | Биография                                                  |
| К юбилею Татьяны Тарасовой. «Лёд, которым я живу»               | 2017        | Любовь Германова                  | Биография                                                  |
| Николай Расторгуев. Парень с нашего двора                       | 2017        | Сергей Медведев                   | Биография                                                  |
| Они хотели меня взорвать. Исповедь русского моряка              | 2017        | Сергей Медведев                   | О гражданской войне в Анголе                               |
| Вера Алентова. Я покажу вам королеву-мать!                      | 2017        | Дмитрий Полонский                 | Биография                                                  |
| «Я всегда смотрю на звёзды». К юбилею Валентины Терешковой      | 2017        | Сергей Медведев                   | Биография                                                  |
| Мата Хари. Шпионка, которую предали                             | 2017        | Сергей Медведев                   | Биография                                                  |
| К 100-летию Георгия Вицина. «Чей туфля?»                        | 2017        | Любовь Германова                  | Биография                                                  |
| Александр Демьяненко. Шурик против Шурика                       | 2017        | Валентина Пиманова                | Биография                                                  |
| Николай Дроздов. Шесть мангустов, семь кобр и один полускорпион | 2017        | Сергей Медведев                   | Биография                                                  |
| Поле притяжения Андрея Кончаловского                            | 2017        |                                   | Биография                                                  |
| «Как молоды мы были…». К юбилею Игоря Кириллова                 | 2017        | Валентина Пиманова                | Биография                                                  |
| Ольга Остроумова. Когда тебя понимают…                          | 2017        | Валентина Пиманова                | Биография                                                  |
| «Человек века». К 100-летию Юрия Любимова                       | 2017        | Константин Эрнст                  | Биография                                                  |
| Гостиница «Россия». За парадным фасадом                         | 2017        | Сергей Медведев                   | Об истории гостиницы и её знаменитых постояльцах           |
| Наталья Гвоздикова. Рождённая любить. Рождённая прощать         | 2018        |                                   | Биография                                                  |
| Александр Митта. О любви, компромиссах и предчувствиях…         | 2018        | Дмитрий Полонский                 | Биография                                                  |
| Илья Резник. Который год я по земле скитаюсь…                   | 2018        | Сергей Медведев                   | Биография                                                  |
| Алексей Гуськов. Таёжный и другие романы                        | 2018        | Дмитрий Полонский                 | Биография                                                  |
| Тамара Синявская. Созвездие любви                               | 2018        | Александр Рахленко                | Биография                                                  |
| Юрий Маликов. Все самоцветы его жизни                           | 2018        | Марина Бакина                     | Биография                                                  |
| Михаил Пуговкин. Боже, какой типаж!                             | 2018        | Александр Рахленко                | Биография                                                  |
| Марк Захаров. Я оптимист, но не настолько                       | 2018        | Сергей Медведев                   | Биография                                                  |
| Тамара Сёмина. Мне уже не больно                                | 2018        | Любовь Германова                  | Биография                                                  |
| Николай Добронравов. Как молоды мы были                         | 2018        | Александр Рахленко                | Биография                                                  |
| К юбилею Леонида Броневого. Заметьте, не я это предложил        | 2018        | Александр Рахленко                | Биография                                                  |
| Лариса Лужина. Незамужние дольше живут                          | 2019        | Любовь Германова                  | Биография                                                  |
| Булат Окуджава. Надежды маленький оркестрик                     | 2019        | Любовь Германова                  | Биография                                                  |
| Сергей Соловьёв. АССА — пароль для своих                        | 2019        | Александр Рахленко                | Биография                                                  |
| «Я тебя никогда не забуду…» К юбилею Николая Караченцова        | 2019        | Дмитрий Полонский                 | Биография                                                  |
| Александра Пахмутова. Без единой фальшивой ноты                 | 2019        | Дмитрий Полонский                 | Биография                                                  |
| Дмитрий Харатьян. Я ни в чём не знаю меры                       | 2020        | Сергей Вострецов                  | Биография                                                  |
| Максим Дунаевский. Любовь нечаянно нагрянет                     | 2020        | Любовь Германова                  | Биография                                                  |
| Неизвестный Якубович                                            | 2020        | Сергей Вострецов                  | Биография                                                  |
| Вера Васильева. С чувством благодарности за жизнь               | 2020        | Любовь Германова                  | Биография                                                  |
| Ирония судьбы. С любимыми не расставайтесь…                     | 2020        | Сергей Безруков                   | История создания кинофильма                                |